# 傅昭
傅 昭（ふ しょう、454年 - 528年）は、南朝宋から梁にかけての官僚・文人。字は茂遠。本貫は北地郡霊州県。傅咸（傅玄の子）の七世孫にあたる。弟は傅映。

## 経歴
傅淡之の子として生まれた。6歳のとき、父が宋の竟陵王劉誕の乱に連座して処刑されると、傅昭は喪に服して哀毀すること成人のごとくであった。11歳のとき、外祖父に従って朱雀航で暦を売り、雍州刺史の袁顗が客となったが、袁顗は傅昭の読書するさまを見て、「この児は神情不凡、必ずや佳器と成らん」と感嘆した。建安王劉休仁がこのことを聞いて傅昭を招こうとしたが、傅昭は劉氏に事件が多いのを警戒して、赴かなかった。ある人が廷尉の虞愿に傅昭のことを知らせると、虞愿は車を出して傅昭を迎えさせた。このとき座にあった虞愿の一族の虞通之が傅昭を讃える詩を贈った。
王延秀が丹陽尹の袁粲に傅昭を推薦すると、袁粲は傅昭を礼遇して、郡主簿として召し出し、袁粲の息子たちを傅昭の講学に従わせた。明帝の死去にあたって、袁粲は哀策文を作るため、傅昭を召し出してその草案を作らせた。まもなく傅昭は総明学士・奉朝請となった。斉の永明年間、員外郎となり、竟陵王蕭子良の下で司徒参軍をつとめ、尚書儀曹郎に転じた。
かつて御史中丞の劉休が武帝に傅昭のことを推挙していたため、永明初年に傅昭は南郡王侍読となっていた。南郡王蕭昭業が帝位につくと、南郡王の旧部下たちは皇帝との縁故を盾に争って権勢を求めたが、傅昭と宗夬だけは権力から退いて身を正していたため、禍難をまぬかれることができた。明帝が即位すると、傅昭は召し出されて中書通事舎人となった。臨海王蕭昭秀の下で車騎記室参軍をつとめ、長水校尉や太子家令を歴任し、晋安王蕭宝義の下で驃騎諮議参軍となった。まもなく尚書左丞・本州大中正に任じられた。
蕭衍が東征して建康を平定すると、傅昭を召し出して驃騎録事参軍とした。梁が建てられると、傅昭は給事黄門侍郎に転じ、著作郎を兼ねた、ほどなく黄門・著作・中正のまま、御史中丞を兼ねた。天監3年（504年）、五兵尚書を兼ね、選事に参じた。天監4年（505年）、正式に五兵尚書となった。天監6年（507年）、左民尚書に転じたが、受けないうちに、建威将軍・平南安成王長史・尋陽郡太守として出向した。天監7年（508年）、入朝して振遠将軍・中権長史となった。天監8年（509年）、通直散騎常侍に転じ、歩兵校尉を兼ね、再び本州大中正を兼ねた。天監10年（511年）、再び左民尚書となった。
天監11年（512年）、信武将軍・安成郡内史として出向した。天監12年（513年）、入朝して秘書監となり、後軍将軍の号を受けた。天監14年（515年）、太常卿に転じた。天監17年（518年）、智武将軍・臨海郡太守として出向した。普通2年（521年）、入朝して通直散騎常侍・光禄大夫となり、本州大中正をかねた。まもなく秘書監を兼ねた。普通5年（524年）、中正のまま散騎常侍・金紫光禄大夫に転じた。
大通2年（528年）9月、死去した。享年は75。諡は貞子といった。

## 子女
- 傅諝（長子、尚書郎、臨安県令）
- 傅肱（次子）

## 伝記資料
- 『梁書』巻26 列伝第20
- 『南史』巻60 列伝第50